# Lino Braxe
Lino Braxe Mendía (Mugardos, 18 de junio de 1962-La Coruña, 25 de diciembre de 2020) fue un actor, director de teatro, escritor, poeta, pintor, dramaturgo... español.

## Trayectoria
Comenzó en el teatro profesional en 1985, con la Compañía Luis Seoane. Actuó en producciones de la Escuela Dramática Gallega, Centro Dramático Gallego, Malbarate y otras. También fue actor de doblaje y radio. Fue uno de los fundadores de la revista Luzes de Galicia.
También fue locutor de RNE durante diez años. En ese período de tiempo adaptó para la radio la obra dramática completa de Álvaro Cunqueiro y Eduardo Blanco Amor.

## Obra

### Poesía
- Banquete, 1990, Sotelo Blanco.
- Territorios (Poemas, parábolas e cuentos), 1992, Biblioteca de Autores Gallegos, Diario 16 de Galicia.
- Entre ruínas, 1996, Espiral Maior.
- Árdora, 1997, Sociedad de Cultura Valle-Inclán.
- A caricia da serpe, 1999, Espiral Maior.
- O sange dos árabes, 1999, Xerais.
- Poemas obxecto e visuais, 1999, Espiral Maior.
- O longo día acaba, 2002, Diputación de la Coruña.
- Alaridos, 2006, Diputación de la Coruña.
- Baixo o sol de Mesina, 2008, A. C. Caldeirón.
- Diálogo dos muertos e a noite ou O segredo namorado, 2008, Espiral Maior.

### Narrativa
- A memória perdida, 1990, Vía Láctea.
- A cor do ceo, 1999, Xerais.

### Teatro
- A actriz, 1991, Cuadernos de la Escuela Dramática Gallega.
- A promesa, 1993, Ediciós do Castro.

### Literatura infantojuvenil
- O conde vampiro, 1995, Sotelo Blanco.
- O botín da miseria, 2011, Everest Galicia.

### Ediciones
- Marisa Soto: a voz máis humana, 1999, Instituto Gallego de las Artes Escénicas y Musicales.
- Obra dramática completa, de Jenaro Marinhas de él Valle, 2006, Gusanillo Mayor.
- Mascarón azul: historias do mar, 2007, Autoridad Portuaria de la Coruña.
- Amarga memoria, de Jenaro Marinhas del Valle, 2008, Espiral Maior.

### Obras colectivas
- De amor e desamor. I. II, 1984 y 1985, Ediciós do Castro.
- Igor de Albatros en Selene, 1985, Cen Augas.
- Galicia Emigrante (1954-1971). Escolma de textos da audición radial de Luis Seoane, 1989, Ediciós do Castro. Con Xavier Seoane.
- 12 anos na búsqueda da nosa identidade, 1990.
- Concurso Nacional de Poesía O Facho (1978-1989), 1990, Ediciós do Castro.
- Figuraciós, de Luís Seoane, 1990, Deputación da Coruña. Escolma, edición e estudo con Xavier Seoane.
- O mar de adentro, 1990, Edicións do Dragón.
- XI Festival da Poesia no Condado, 1991, S. C. D. Condado.
- Homenaxe a Miguel González Garcés, 1991, Deputación da Coruña.
- A máxia da palabra: Cunqueiro na rádio, 1991, Sotelo Blanco. Con Xavier Seoane.
- Premios Pedrón de Ouro. Premios do "Certame Nacional Galego de narracións breves Modesto R. Figueirido" da Fundación do Pedrón de Ouro. Certames XVI (1990) e XVII (1991), 1992, Ediciós do Castro.
- O camiño das estrelas, 1993, Elsinor Teatro.
- O cine e a fotografía. Luís Seoane, 1994, CGAI. Con Xavier Seoane
- Luís Seoane e o teatro, 1996, Ediciós do Castro. Con Xavier Seoane.
- Luís Seoane: textos sobre arte, 1996, Consello da Cultura Galega. Con Xavier Seoane.
- Alguén agarda que volva alí, 1998.
- María Triángulo, 2001, Sotelo Blanco. Con Ana Pontón.
- Intifada. Ofrenda dos poetas galegos a Palestina, 2003, Fundación Araguaney.
- Uxío Novoneyra. A emoción da Terra, 2004, Asociación de Escritores en Lingua Galega.
- O desafío das ondas, 2006, Autoridade Portuaria da Coruña.
- Do máis fondo do silencio saen voces, 2006, Asociación Cultural Panda de Relacións Laborais, A Coruña.
- Luces no Atlántico: unha homenaxe á Torre de Hércules, 2008, Autoridade Portuaria da Coruña. Con Rómulo Sanjurjo.
- De amor e desamor, 2009, Deputación da Coruña.
- En defensa do poleiro. A voz dos escritores galegos en Celanova, 2010, Toxosoutos.
- Lois Pereiro: fotobiografía sonora, 2010, Ouvirmos.
- Lois Pereiro en 17 voces, 2011, La Voz de Galicia.
- Pegadas, 2011, A porta verde do sétimo andar.
- Ulises, 2011, Everest Galciia. Literatura infanto-xuvenil, en colaboración con Ana Pontón.
- Vivir un soño repetido. Homenaxe a Lois Pereiro, 2011, Asociación de Escritores en Lingua Galega, libro electrónico.
- Banqueiros, 2012, Laiovento.
- Versus cianuro. Poemas contra a mina de ouro de Corcoesto, 2013, A. C. Caldeirón.
- 150 Cantares para Rosalía de Castro (2015).
- De Cantares Hoxe. Os Cantares Gallegos de Rosalía de Castro no século XXI, 2015, Fundación Rosalía de Castro/Radio Galega.
- Os aforismos do riso futurista, 2016, Xerais.

## Actor

### Televisión
- Mosteiros (TVG).
- Pratos combinados (TVG).
- Mareas vivas (TVG).
- Rías Baixas (TVG).
- Galicia exprés (TVG).
- A vida por diante (TVG).

### Cine
- Un café de ollos verdes, 1992 (mediametraje).
- Sen motivo aparente, 1994 (cortometraje).
- Afonía, 1996 (cortometraje).
- A mercería, 2000 (cortometraje).
- O trasto, 2002 (cortometraje).

## Premios
- Accésit del Premio Modesto R. Figueiredo en 1991, por Anatomías.
- Ganador del Concurso de Teatro Breve do Facho en 1991, por Aactriz.
- Accésit del Premio Esquío de poesía en 1996, por Árdora.
- Accésit del Premio Miguel González Garcés en 2002, por O longo día acaba.
- Finalista XIII edición del Premio Miguel González Garcés en 2006, por Alaridos.
- Accésit en el Premio de Poesía Erótica Illas Sisargas del 2007, por Baixo o sol de Mesina.
- Mención de honor del Premio Estornela de Teatro para niños en el 2012, por O corazón do bosque.